# Cassius (zespół muzyczny)
Cassius to francuski zespół muzyczny, składający się z dwóch producentów Philippe'a Cerboneschi (ztj. Philippe Zdar) i Huberta Blanc-Francard'a (ztj. Boom Bass). Ich twórczość to połączenie brzmień muzyki elektronicznej z tzw. francuskim housem.
Duet rozpoczął działalność już w roku 1988 pod nazwą Le Funk Mob, jako jedni z pierwszych producentów hip hopowych we Francji. Wyprodukowali wówczas m.in. pierwsze albumy francuskiego rapera MC Solaar'a.
Pierwszy album jako Cassius, zespół wydał w 1999 roku. Płyta miała tytuł właśnie "1999", a pochodziły z niej takie hity jak: "Cassius 1999" czy "Feeling For You". Kolejny album "Au Rêve" miał premierę w 2002 roku i zawierał popularne single: "I'm a Woman" oraz "The Sound of Violence". Trzy kolejne pozycje to odpowiednio "15 Again" (2006) "Ibifornia" (2016) oraz "Dreems" (2019)
20 Czerwca 2019 na dzień przed premierą ostatniego albumu duetu "Dreems" w wieku 52 lat tragiczną śmiercią w wypadku upadku z dużej wysokości zmarł Zdar. Tym samym duet zakończył swoją działalność. 

## Dyskografia

### Albumy
- 1999 (1999)
- Au Rêve (2002)
- 15 Again (2006)

- Ibifornia (2016)

- Dreems (2019)

### Single
- "Foxxy" (1996)

- "Feeling For You" (1998)
- "Cassius 1999" (1999)
- "La Mouche" (2000)
- "I'm a Woman" (2002), gościnnie: Jocelyn Brown
- "The Sound of Violence" (2002), gościnnie: Steve Edwards
- "Toop Toop" (2006)

- "I Love u so" (2010)

- "Action" (2016)

- "The Missing" (2016)
- "W18" (2018) (Odświeżona wersja "I'm Woman")
- "Rock Non Stop" (2019)
- "Don't Let Me Be" (2019)

### EPki
- Rawkers EP (2010)